# 李璞 (弘治進士)
李璞（1471年—？），字韞玉，山东兖州府滋阳县人，民籍，明朝政治人物。

## 生平
弘治十一年戊午科山東鄉試第五十三名舉人。弘治十二年（1499年）中式己未科會試第二百三十六名，三甲第一百六十名進士。弘治十八年（1505年）五月实授江西道監察御史，奉命清查甘川等十二卫古浪等三所屯田，正德四年（1509年）巡按南直隶凤阳等府，出为真定府知府，九年正月考察闲住。

## 家族
曾祖李昇；祖李誠，训导贈府同知；父李克信。母许氏。重庆下。弟珷、璘、玞。